# Mnichy Chochołowskie

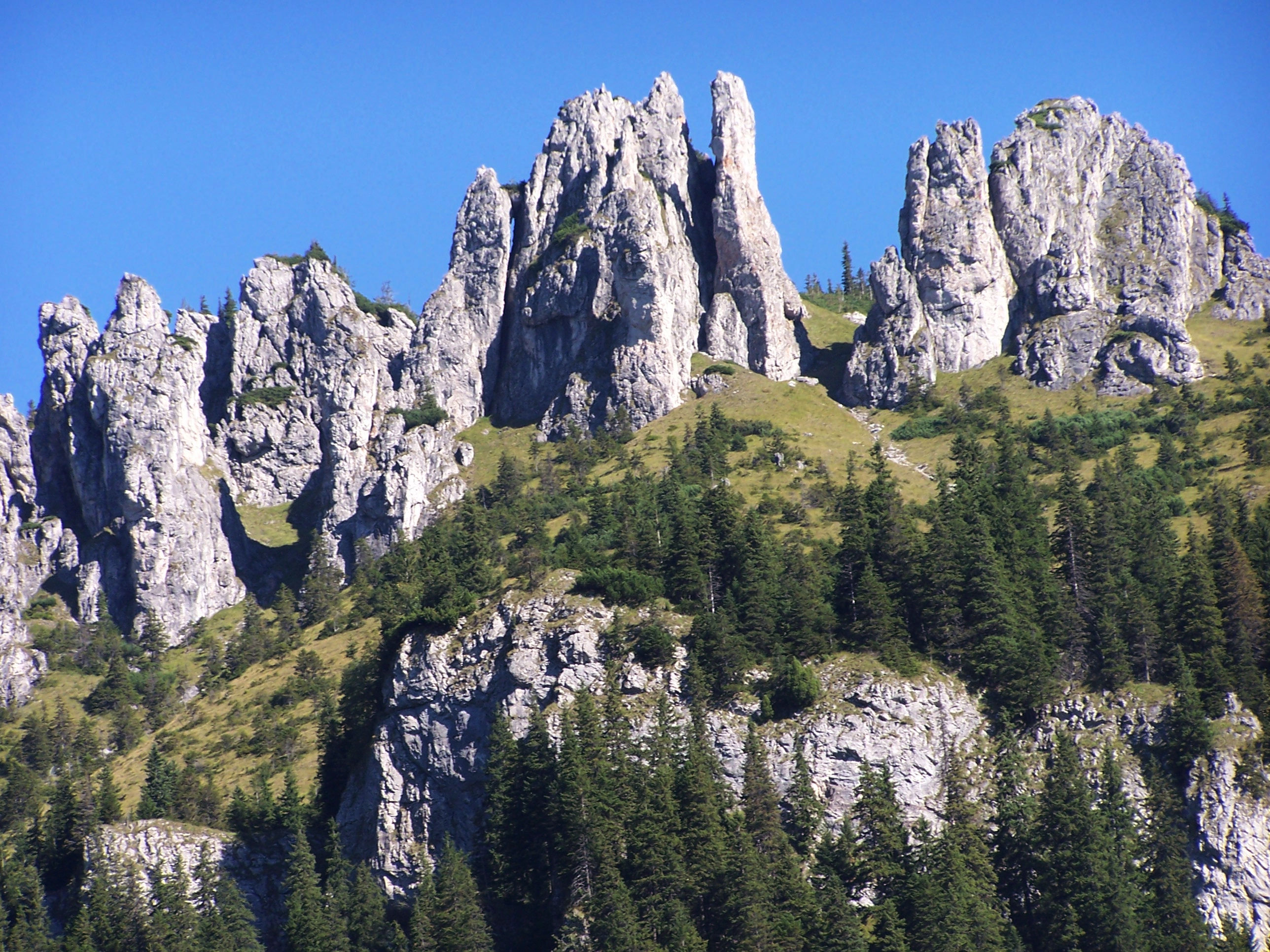
Mnichy Chochołowskie

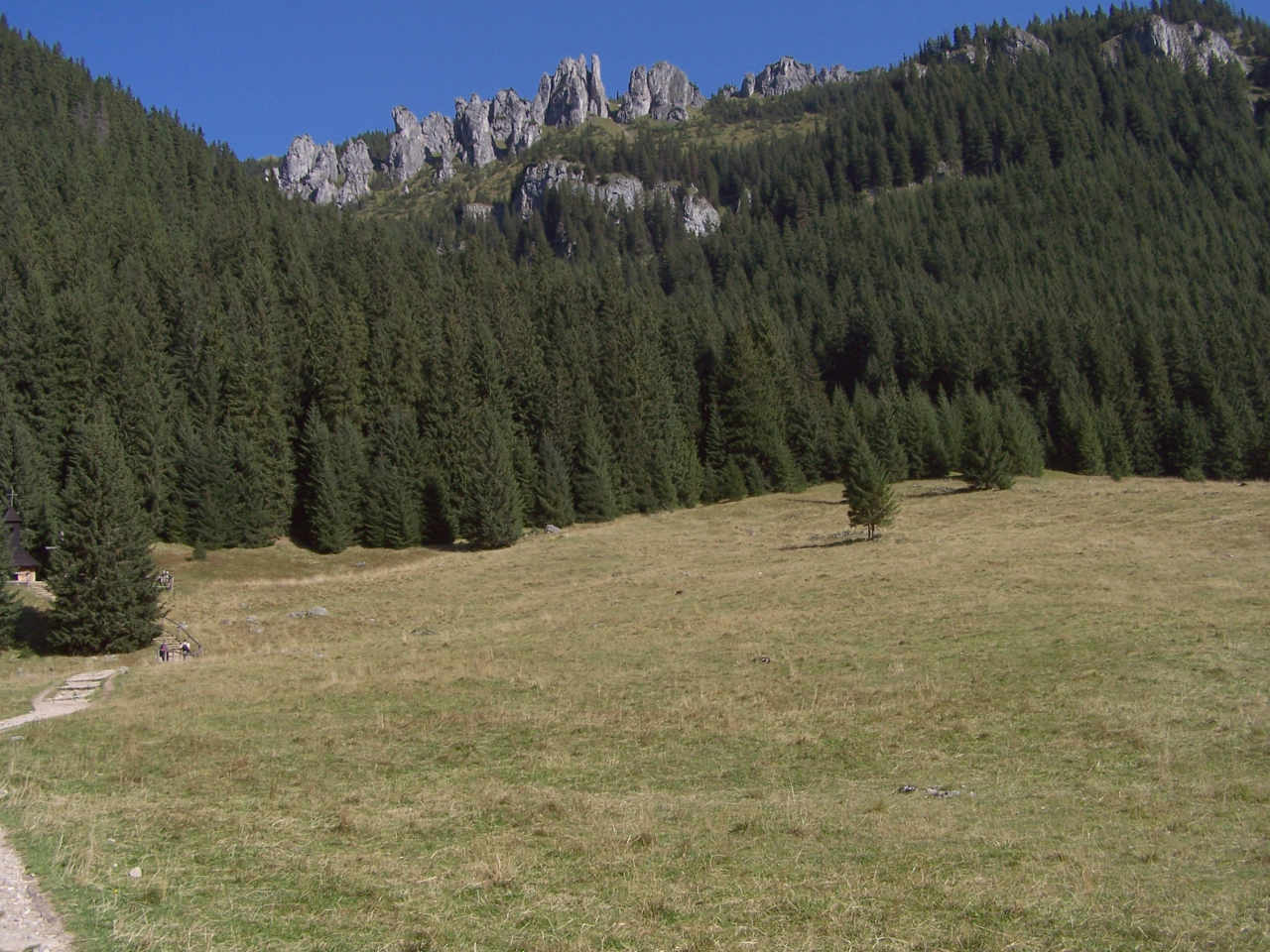
Mnichy Chochołowskie z Polany Chochołowskiej

Mnichy Chochołowskie – długi rząd turni, które znajdują się w partiach szczytowych i na zboczach wschodniego ramienia Bobrowca (1663 m n.p.m.) w Tatrach Zachodnich. Niektóre z nich mają kształt skalnych iglic. Turnie znajdują się na wysokości ok. 1500 m n.p.m. w trawiastym zboczu, które dawniej było wypasane. Po zaprzestaniu wypasu zarasta ono stopniowo kosówką. Po zachodniej stronie z okolic turni opada na Polanę Chochołowską Skorusi Żleb, nieco zaś poniżej turni znajduje się cenny przyrodniczo świerkowy las urwiskowy. Zbudowane ze zwietrzałych skał wapiennych turnie są doskonale widoczne z Polany Chochołowskiej. Znajdują się na obszarze Tatrzańskiego Parku Narodowego (obszar ochrony ścisłej Bobrowiec) i nie są udostępnione turystycznie.